# HD148579
HD148579 — хімічно пекулярна зоря спектрального класу B9, що має видиму зоряну величину в смузі V приблизно  7,3.
Вона  розташована на відстані близько 522,7 світлових років від Сонця.

## Пекулярний хімічний склад
HD148579 належить до Хімічно пекулярних зір з пониженим вмістом гелію 
й в її  зоряній атмосфері спостерігається нестача He у порівнянні з його вмістом в атмосфері Сонця.